# Emil Waschinski

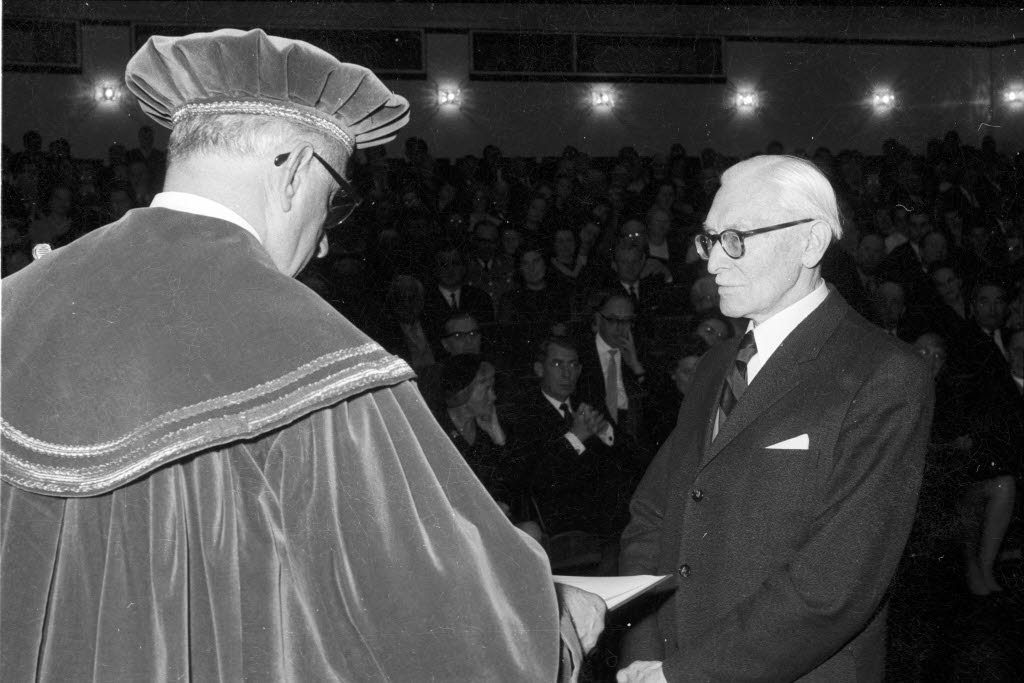
Emil Waschinski (re.) bei der Verleihung der Universitätsmedaille der CAU durch Wolfgang Bargmann (1965)

Emil Karl Richard Waschinski (* 13. Januar 1872 in Pùck; † 4. Juli 1971 in Rendsburg) war ein Historiker, Numismatiker und Lehrer.

## Leben
Waschinski studierte an den Universitäten München, Königsberg und Breslau, wo er 1907 promoviert wurde. 1905 wurde er Religionslehrer am Königlichen Lehrerseminar zu Langfuhr. Er war Oberlehrer in Danzig und anschließend in Posen, bevor er 1919 Studienrat an der Kieler Gelehrtenschule wurde. Schon in seiner Jugend hatte Waschinski begonnen, Münzen zu sammeln. 1931 war er einer der Gründer der Kieler Münzvereinigung. 1934 trat er in den Ruhestand. 1944 wurde sein Wohnhaus in der Feldstraße in Kiel ausgebombt und Waschinski zog nach Neumünster.
Neben seinem Beruf widmete er sich der Geschichtsforschung und der Numismatik. Sein Nachlass befindet sich im Landesarchiv Schleswig-Holstein.

## Ehrungen
- 1957 Verdienstorden der Bundesrepublik Deutschland, Bundesverdienstkreuz am Bande
- 1965 Medaille der Christian-Albrechts-Universität zu Kiel
- 1970 Westpreußischer Kulturpreis

## Schriften (Auswahl)
- Geschichte der Johanniterkomturei und Stadt Schöneck Westpreußen. Mit einem Anhang von Urkunden. Danzig 1904, OCLC 843329948.
- Wie groß war die Bevölkerung Pomerellens, ehe Friedrich der Große das Land übernahm; hist.-statist. Skizze. Brüning, Danzig 1907.
- Erziehung und Unterricht im deutschen Ordenlande bis 1525 mit besonderer Berücksichtigung des niederen Unterrichts. Becker, Danzig 1907 (Breslau, Univ., Diss., 1907).
- Das Thorner Stadt- und Landschulwesen vom Beginn der Reformation bis zum Ende der polnischen Herrschaft. Danzig 1915, OCLC 891001300.
- Das kirchliche Bildungswesen in Ermland, Westpreussen und Posen. 2 Bde., Hirt, Breslau 1928 (Veröffentlichungen der Schleswig-Holsteinischen Universitätsgesellschaft; 16) (Schriften der Baltischen Kommission zu Kiel; 13).
- Chronik der Pfarrschulen Pommerellens bis 1772 mit Nachrichten über das evangelische Bildungswesen der Landschaft. Bydgoszcz 1935, OCLC 750068612.
- Die Münz- und Währungspolitik des deutschen Ordens in Preussen, ihre historischen Probleme und seltenen Gepräge. Göttingen 1952, OCLC 185322815.
- 100 Jahre Bankhaus Wilh. Ahlmann, Kiel. Zur Jubiläumsfeier Gründung eines Münzkabinetts als Kulturdenkmal. In: Die Heimat. Monatsschrift des Vereins zur Pflege der Natur- und Landeskunde in Schleswig-Holstein. Bd. 59 (1952), Nr. 11, November 1952, S. 297–301 (Digitalisat).
- Währung, Preisentwicklung und Kaufkraft des Geldes in Schleswig-Holstein von 1226–1864. 2 Bde. Wachholtz, Neumünster 1952–1959 (Quellen und Forschungen zur Geschichte Schleswig-Holsteins; 26).